# 文翠珊
，PC（英語：Theresa Mary May, Baroness May of Maidenhead，1956年10月1日—），婚前姓布拉西耶，英國保守黨籍政治人物，曾任英國首相及保守黨黨魁，是繼同屬保守黨的柴契爾夫人後第二位出任英國首相的女性，1997年獲選為梅登黑德選區的國會議員。自保守黨於2010年上台執政後，梅伊曾在內閣中任職過內政大臣與婦女及平等事務大臣，2016年7月接替大衛·卡麥隆出任英國首相及保守黨黨魁，2019年6月因脫歐僵局問題宣布辭職，後由鮑里斯·強森接手其職務，並繼續留任其梅登黑德選區的下議院議員職務直至2024年5月辭去議員職務。
文翠珊畢業於牛津大學聖曉治學院，1977年至1997年間先後任職於英倫銀行、銀行同業研究組織和付款結算服務公會等金融機構。她於20世紀八十年代開始投身地方政治，除了在1986年至1994年代表保守黨擔任倫敦默頓自治市議員，還於1992年和1994年兩度參與下議院大選，但不成功。1997年，她當選下院國會議員，成功晉身英國國會，並且於翌年加入下院前座成為反對黨教育及就業事務發言人。1998年，她獲邀加入影子內閣，此後歷任影子教育及就業大臣、影子運輸地方政府及區域大臣、影子環境及運輸大臣、影子家庭大臣和影子文化媒體及體育大臣等職。2005年至2009年間，她出任影子下議院領袖，期間分別於2007年至2010年兼任影子婦女部長，以及於2009年至2010年兼任影子就業及退休保障大臣。此外，她於2002年至2003年出任保守黨主席，是歷來首位擔任該黨主席的女性。
2010年保守黨上台籌組聯合政府後，文翠珊獲時任首相大衛·卡麥隆起用為內政大臣，並於2010年至2012年間兼任婦女及平等部長。任內，她著手削減警務及相關開支，同時廢除了前工黨政府有關國民身份證和《反社會行為令》等政策，以便把資源重新調配到反恐和打擊罪案等重點範疇。同時間，她曾應對2010年英國學生示威、以及2011年先後爆發的英格蘭騷亂和佔領倫敦等騷動。另外，她任內嘗試削減移民增長，但未能兌現把每年淨增長限制於10萬人以下的目標。在反恐方面，她較主要的工作包括在2013年成功把約旦籍伊斯蘭原教旨主義教士阿布·卡塔達遞解出境，以及於2015年立法禁止涉嫌在伊斯蘭國從事恐怖主義活動的英國公民返回英國本土等。文翠珊在任內政大臣前後六年，是60多年以來在任時間最長的一位。
2016年6月，英國公投通過脫離歐盟，導致支持留歐的大衛·卡麥隆決定辭任首相和黨魁席位。文翠珊雖然也屬於留歐陣營，但在公投期間沒有高調表態，這使她得以代表黨內的留歐派競逐黨魁一位。文翠珊在黨內首兩輪黨魁初選都獲得最多票數，本應與另一對手利雅華進入第三輪投票。然而，李德森其後退選，使文翠珊在7月11日自動成為黨魁，並於7月13日正式接替大衛·卡麥隆成為首相。
因為未能化解脫歐僵局，加上在黨內壓力下，文翠珊於2019年5月24日宣布在6月7日辭去黨魁職務。保守黨黨魁選舉結果出爐後，文翠珊於7月24日前往白金汉宫，正式向女王請辭。随后新任保守党领袖、曾担任外交大臣及大伦敦市长的鲍里斯·约翰逊接替其出任英国首相。

## 生平

### 早年生涯
德蕾莎·梅伊本姓布拉西耶（Brasier），1956年10月1日生於英格蘭東薩塞克斯郡伊斯特本的上頓道九號留產院出生的，是父母休伯特·布拉西耶（Hubert Brasier，1917年－1981年）和莎依迪·巴恩斯（Zaidee Barnes，1928年－1982年）所生的獨女。她的父親在英國聖公會擔任牧職，曾任牛津郡惠特利的教區牧師，1981年死於一宗高速公路車禍；母親翌年因為多發性硬化症離世。
文翠珊早年先後受教於牛津郡的海斯洛普小學（Heythrop Primary School）、位於柏格布洛克（Begbroke）的天主教聖茱麗雅女修院學校（St. Juliana's Convent School for Girls）和惠特利的霍爾頓園女子文法學校（Holton Park Girls' Grammar School，後改稱惠特利園綜合學校）。其後她升讀牛津大學聖曉治學院，主修地理，1977年獲文學士（B.A.）二等學位畢業，後來又獲該校頒授文學碩士（M.A.）名銜。
大學畢業後，文翠珊選擇投身銀行界，並於1977年獲英倫銀行聘用為行政主任，其後於1983年轉投銀行同業研究組織（Inter-Bank Research Organisation）擔任金融顧問。1985年，她加入付款結算服務公會（Association for Payment Clearing Services），任內於1989年至1996年出任公會的歐洲事務組主管，以及於1996年至1997年擔任國際事務高級顧問。

### 投身政治
在金融工作以外，文翠珊自20世紀八十年代已開始積極投身於地方政治。她早於1986年至1994年代表保守黨擔任倫敦默頓自治市議員，任內分別於1988年至1990年擔任教育事務主席，以及於1992年至1994年擔任副黨團領袖兼房屋事務發言人。1992年英國大選，文翠珊首次代表保守黨參選下議院西北達拉謨選區，但只取得12,747票，屈居第二名，敗給尋求連任並取得26,734票的工黨對手（Hilary Armstrong）。1994年，她又參與下議院的倫敦巴金選區補選，但這個選區長久以來是工黨陣地，結果由工黨候選人（Margaret Hodge）取得13,704票勝出，文翠珊僅得1,976票排行第三。數年後，由時任首相馬卓安領導的保守黨在1997年英國大選大敗於在野工黨，結果由工黨黨魁貝理雅接任首相，結束保守黨前後18年的執政；不過，文翠珊卻於該次大選成功在新設的伯克郡梅登黑德選區取得25,344票當選，晉身成為保守黨國會議員。
當選國會議員後，文翠珊辭下她原本在付款結算服務公會的職務，以便全身投入政治工作。1998年，她獲在野保守黨黨魁夏偉林起用，調到下院前座擔任反對黨教育及就業事務發言人。翌年，她更獲招攬加入影子內閣出任影子教育及就業大臣兼影子婦女部長，是1997年新當選的保守黨國會議員當中，最先加入影子內閣的一位。2001年英國大選後，她繼續獲得新任保守黨黨魁施志安起用，在影子內閣中改任影子運輸地方政府及區域大臣，2002年改任影子運輸大臣，但很快就於2002年至2003年調任保守黨主席，是該黨歷來首位擔任主席的女性，任內她揚言要掃除保守黨被視為「邋遢政黨」（"nasty party"）的形象。
2003年，夏偉明接替施志安出任在野保守黨黨魁後，文翠珊於該年7月17日獲授予樞密院顧問官名銜，並出任影子環境及運輸大臣。她其後於2004年和2005年分別調任影子家庭大臣和影子文化媒體及體育大臣。大衛·卡麥隆於2005年接任黨魁後，她於2005年至2009年出任影子下議院領袖、2007年至2010年兼任影子婦女部長，以及在2009年至2010年出任影子就業及退休保障大臣。

### 內政大臣（2010年－2016年）

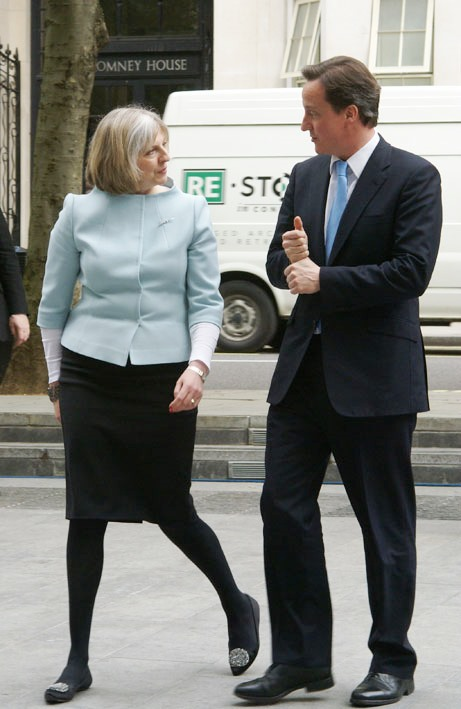
內政大臣文翠珊（左）與時任英國首相大衛·卡麥隆，攝於2010年5月

2010年5月，保守黨在一次大選中勝出，由黨魁大衛·卡麥隆取代工黨的白高敦出任首相，與自由民主黨籌組聯合政府。文翠珊在該次大選也在她所屬的梅登黑德選區取得16,769票，佔該選區所有選票的六成，順利守著下院議席。在隨後公佈的聯合政府內閣名單當中，文翠珊獲委任為內政大臣，成為英國歷史上繼戴卓爾夫人（首相）、貝嘉晴（外相）和施卓琪（內政大臣）以後，第四位擔當內閣重臣的女性。她的任期超過六年，是自1945年至1951年在任的詹姆士·丘特爾·伊德（James Chuter Ede）以後，60多年來在任時間最長的英國內政大臣。

#### 內務警政
為了配合新政府的緊縮開支政策，文翠珊上任內政大臣後，在不少警務人員工會反對下積極削減警務開支，並提出調低警務人員薪酬和終止不必要的服務和項目，以便把資源重新調配到反恐和打擊罪案等重點範疇。在她主導下，警務開支由2010年至2015年間累積削減了18%，警員數目也減少17,000名（到2017年累積減少超過20,000名）。同時間，她於2013年設立國家罪案調查局取代前工黨政府於2006年設立的嚴重及有組織罪案調查局，以便集中資源打擊不同類別的嚴重罪行。在地方層面，她於2012年首度在英格蘭及威爾斯各地設立民選產生的警務及罪案專員，由這些專員監督所屬地方警隊的運作，希望藉以增加警隊透明度和提升效率。不過，輿論對於新制度的評價不一，也有意見認為這些專員權責不明，而且與警隊存在磨合問題。
除了警務開支，文翠珊於2011年7月推出先導計劃，批准英國邊境管理局放寬包括希思羅機場在內全國28個港口和機場的出入境檢查，以便疏導暑假高峰期間等候出入境的人潮和減低成本。不過，邊境管理局局長布羅迪·克拉克（Brodie Clark）其後被指未經文翠珊許可，便把放寬出入境檢查的對象由英國國民和其他歐洲經濟區公民擴展至歐洲經濟區以外的旅客，對英國出入境關口構成嚴重保安漏洞。文翠珊事後勒令克拉克和另外兩名管理局首長級人員停職接受調查，但克拉克卻於同年11月主動辭職，並公開批評文翠珊以政治手段推卸責任。事件擾攘多時後，克拉克於2012年獲當局支付22.5萬英鎊作為雙方和解的補償；而原屬於內政部行政機構的邊境管理局，最終於2013年遭文翠珊裁撤和分拆成英國簽證及入境處和入境執法處兩個從屬於內政部的次級部門。
在處理英國護照申請方面，文翠珊在2010年至2014年間裁減護照署超過300名員工，涉及遣散費達1,900萬英鎊；並關閉國內22個護照中心和數家附設於海外英國使館的護照辦事處，以便把所有英國護照申請集中於利物浦、達拉謨和貝爾法斯特三個辦事處作統一處理。然而，護照署在新安排下卻未能應付排山倒海的護照申請，積壓申請宗數在2014年6月更錄得超過53萬宗的高峰，有傳媒還刊出照片，顯示利物浦護照中心有會議室堆滿護照申請，放滿一地，引起輿論譁然。雖然當局否認事件與削減人手有關，但決定由2015年起增聘超過1,000名全職員工以加快處理進度，以及於2014年7月向護照署員工發放超過67.4萬英鎊的額外花紅，作為超時工作補償。被指要為事件負責的護照署最終於2014年10月被文翠珊撤去其行政機構地位，降格為新一個從屬於內政部的次級部門。
在緊縮開支政策下，一些由前工黨政府推行的改革也遭到文翠珊廢除，當中包括上任後迅速通過《2010年身份證明文件法令》，廢除被指成本過高和侵害公民自由的國民身份證計劃。2010年8月，她以削減開支為理由叫停前工黨政府擬定的「出走令」計劃。該計劃以減少家庭暴力和保護婦女為目的，假如得以落實，高級警務人員將獲授權禁制施暴者前往受害者住所。同樣在2010年8月，文翠珊還關閉了前工黨政府設立的「接觸點」（"ContactPoint"）資料庫。該資料庫儲存了英國約1,100萬名18歲以下人士的個人資料，原意是希望各政府部門透過資料庫更有效地保障兒童福祉，但卻一直被指侵犯私隱和運作成本高昂。
2013年，文翠珊全面終止前工黨政府自2003年開始研發的e邊境（e-Borders）計劃，該計劃原意是引入一套系統快速存取出入境旅客資料，用作出入境審查；可是項目多年來不單被指費用高昂，而且開發進度出現多次延誤，未能達到預期效果。另一方面，前工黨政府原本於2007年與美國國防企業雷神公司簽訂合約，委聘對方成為e邊境計劃的合約承辦商；但是文翠珊2010年上任後不久，卻以雷神公司表現欠佳為理由終止合約，觸發雷神一方提出索償。2014年，法院頒令內政部需向雷神公司賠償2.24億英鎊，其後內政部不服上訴，並於2015年獲裁定上訴得值，但隨後內政部與雷神公司達成和解，結果由內政部向雷神賠償1.5億英鎊，並承擔3,500萬英鎊訟費作結。
文翠珊任內，英國的警務開支錄得跌幅之餘，整體罪案率在2010年至2013年也下跌超過10%。然而，其任內也發生數宗轟動的槍擊案件和騷動，當中包括2010年6月發生的坎布里亞槍擊案、2010年底因反對大學增加學費而爆發的英國學生示威、2011年8月發生的英格蘭騷亂、以及持續於2011年底至2012年中的佔領倫敦等。在英格蘭騷亂當中，更有多達3,000人被捕、1,000人被落案起訴，受傷警員超過180名，事後文翠珊也對滋事者的行為予以強烈譴責。針對一連串的騷動，文翠珊曾提出不少旨在強化警權的建議，但都未有在其任內落實，例如建議增強警方拘捕蒙面滋事份子的權力和透過審查社交網站遏止民眾策劃未經警方批准的非法示威等。此外，她曾建議在適當情況下公開18歲以下滋事青少年的身份，以儆效尤；甚至提出為酒精產品設定價格下限，以打擊酗酒生事的問題。她也曾經考慮為防暴警察引入水砲車鎮壓示威者，但是她後來改變看法，認為改善警民關係比起動用水砲車更為重要。
關於青少年的犯罪問題，文翠珊早於2010年7月批評前首相貝理雅於1998年引入的《反社會行為令》欠缺阻嚇作用，應予廢除。《反社會行為令》主要針對一些干犯輕微罪行的青少年，透過由當局發出民事命令的方式，禁制犯事者前往某些地方或作出某種行為，取代傳統刑罰。經文翠珊主導下，國會後來通過《2014年反社會行為、犯罪及警務法令》，於2015年正式以《禁制令》和《刑事行為令》取代原有的《反社會行為令》。

#### 限制移民
文翠珊在內政大臣任內的另一項主要工作，是限制來自非歐盟地區的新移民定居英國，以回應國內日益高漲的反移民情緒。上任後不久，她於2010年訂下每年新移民淨增長限制於10萬人以下的目標，隨後又推出多項新措施試圖收緊非歐盟地區移民居英的要求，其中包括由2010年11月起規定申請與英國配偶團聚的非歐盟移民，必須能夠聽和講簡單英語；有關要求在2012年7月推展到申請與英國子女團聚的非歐盟移民。由2013年10月開始，申請入籍英國的成年人，也必須通過一個進階英文測試和一個英國生活試；英政府還於2016年1月宣佈由同年10月起，申請與英國配偶或子女團聚的非歐盟移民，獲批定居英國的首兩年半內，要通過一個初階英文測試，才會獲當局延長居留許可。為打擊非法移民，文翠珊甚至租用大貨車遊走於倫敦街頭，把車身塗上巨幅廣告，叫非法移民「回家」（"Go Home"），但被部份輿論質疑手法卑劣。
針對以家庭團聚為理由申請定居英國的非歐盟移民，文翠珊落實由2012年7月起，只有年收入達18,600英鎊的英國本土居民才合資格安排非歐盟地區的配偶或一名子女居英團聚；多於一名子女的申請，所要求的年收入更會大幅提高；有關配偶也要先在英國定居滿五年，才合資格申請加入英籍，時間比過往的兩年大為增加。此外，長者和患有疾病或殘疾的成年人，除非能夠證明只有在英國才獲得家人的長期照顧，否則也不符合資格提出以家庭團聚為理由申請定居英國。
此外，文翠珊還於2012年通過新法例，規定申請加入英籍的移民不可離開英國超過180日，否則移民簽證將不獲續簽。新例通過後，不少移民因違反規定而遭當局遣返，較著名的人士還包括日本籍中國研究專家廣野美和博士。廣野美和自2008年起獲諾定咸大學聘用，參與一項由英國政府撥款的項目，負責研究中國在海外參與的人道救援工作。2010年，廣野曾經離開英國前後約200日，在海外各地進行考察工作。雖然她的研究成果後來獲英政府的官方刊物引用，但當局卻因為2012年通過的新法例，認為她在2010年的海外考察違反有關的離境規定，決定不再續簽她的移民簽證。廣野於2014年就內政部的決定提出上訴，獲法官裁定得值，但內政部隨即於同年就裁決提出上訴，最終廣野不願繼續糾纏於司法訴訟，主動離開英國。廣野後來於2015年在《泰晤士報高等教育》雜誌發表署名文章，批評英國的移民政策窒礙國際學術交流，使頂級海外學者和人才對英國卻步。
文翠珊引入一系列限制移民的措施，雖然把每年來自非歐盟地區的新移民總數由2010年約32萬人輕微降至2015年約27萬人；但鑑於這些措施並不適用於來自歐盟地區的新移民，結果同期歐盟新移民總數卻由每年約17萬人急增至27萬人。綜合每年新移民淨增長方面，儘管數字由2010年約25萬人降至2012年約17萬人，但2014年卻急增至大約31萬人，2015年也錄得近30萬人的淨增長，可見文翠珊任內未曾達到把新移民淨增長限於每年10萬人以下的目標。2015年，大批逃避中東戰亂的難民湧入歐洲，釀成歐洲難民危機，迫使歐盟多個成員國接收大批難民。不過，由於英國受到歐盟豁免條款保障，再加上文翠珊任內堅決抵制歐盟提出為各成員國引入強制的難民配額制度，使英國接收的難民數目維持小數目，情況未如德國和希臘等國嚴峻。
2011年10月，文翠珊在保守黨周年黨大會上發言時，揚言為了改革入境制度和收緊移民政策，英國有需要廢除《1689年權利法案》；她還在會上表示過往因為有逾期居留人士以照顧貓兒為理由，獲法官批准定居英國。她的言論隨後引起不少反響，其中皇家司法院旋即發表聲明，澄清未曾有逾期居留人士僅僅為了照顧寵物而獲准居留；時任司法大臣祁淦禮在另一場合也對言論感到「意外」。他除了認為文翠珊的言論並不真確，也認為英國不宜廢除具數百年歷史的《權利法案》。2012年6月，文翠珊在另一宗移民訴訟中，被指沒有依照一項法律協議釋放一名被拘禁於移民拘留所的阿爾及利亞人，結果被法院判處藐視法庭罪名成立，成為自1991年以來首位遭法庭判處藐視法庭罪名成立的內政大臣。事後文翠珊唯有按照協議釋放該名人士，才沒有再面臨進一步的刑罰。
另一方面，英國圓滿舉辦2012年倫敦奧運後，時任文化大臣侯俊偉曾建議政府應順勢放寬簽證政策，方便中國大陸旅客到英國旅遊以振興經濟。文翠珊其後於2012年8月透過助手在《每日電訊報》撰文，批評建議不可接受，又指出前一年有多達400名來自中國大陸的罪犯等候遣返，另有1,000名中國大陸人士尋求政治庇護，認為放寬簽證政策會對英國構成「保安威脅」。然而，考慮到訪英的中國大陸旅客人數在2014年多達18.5萬人次，而且有持續上升的趨勢，英政府於2015年底宣佈由2016年1月起，正式對中國大陸人士推出兩年多次入境簽證，寄望大陸旅客帶動英國經濟和創造就業。

#### 反恐工作
文翠珊擔任內政大臣期間，英國雖然沒有發生大型恐怖襲擊事件，但在全球恐襲陰霾下，英國仍然受到恐襲的高度威脅。例如在2010年10月，一架由也門飛往美國芝加哥的客機停靠英格蘭東密德蘭機場期間，就被當局搜出足以炸毀客機的爆炸品，幸未造成傷亡，事後文翠珊一度把英國的恐怖襲擊威脅警示維持在「嚴重」級別。因應中東局勢惡化，文翠珊後來於2014年8月再度將英國的恐襲威脅警示由「實在」提升至「嚴重」級別。
為了打擊恐怖主義活動和其他罪行，文翠珊於2010年7月宣佈將會簽署新條款，容許歐盟成員國的警察更容易地在英國國內取證調查。2012年，她還向國會提交《通訊資料草案草擬本》，內容建議規定互聯網服務供應商和流動電話服務供應商須要保存客戶的互聯網、通話、訊息和電郵記錄一年，以便在有需要的情況下交由警方作調查用途。不過，鑑於這個被輿論稱為「窺探者憲章」（"Snooper's Charter"）的草案草擬本遭受聯合政府內部的自由民主黨反對，結果一度被文翠珊撤回。2015年英國大選後，保守黨成功取得下議院過半數議席，無需再倚賴自民黨籌組聯合政府，文翠珊遂再趁機會提交經修訂的《調查權力草案》，新的草案與原來的草案草擬本分別不大，但新加入了一些限制和監管條款，最後在輿論爭議聲中於2016年11月獲國會通過成為法例。
儘管如此，文翠珊也檢討了一些被指侵害公民自由的內政安排，例如自2006年起，前工黨政府修例准許當局在沒有落案起訴的情況下扣查懷疑恐怖份子最多28日，相比一般嫌疑犯扣查最多48小時的造法多出14倍。文翠珊於2010年7月宣佈展開檢討，促成內政部於2011年1月把28日期限縮減一半至14日。此外，針對有輿論批評警方濫用截查權力，文翠珊在2014年8月為英格蘭及威爾斯的警隊引入一套全新的《截查行為守則》。事實上，輿論過往批評被截查者的定罪率偏低，而且被截查者往往以有色人種居多，甚至有非裔警務督察曾經在休班後接二連三被警員在街頭截查，反映警方有種族歧視之嫌。因此，新的守則旨在進一步規範警方對截查權力的運用，減少警方不必要的截查。自2016年3月起，守則的適用範圍更由街頭截查擴展到汽車截查。

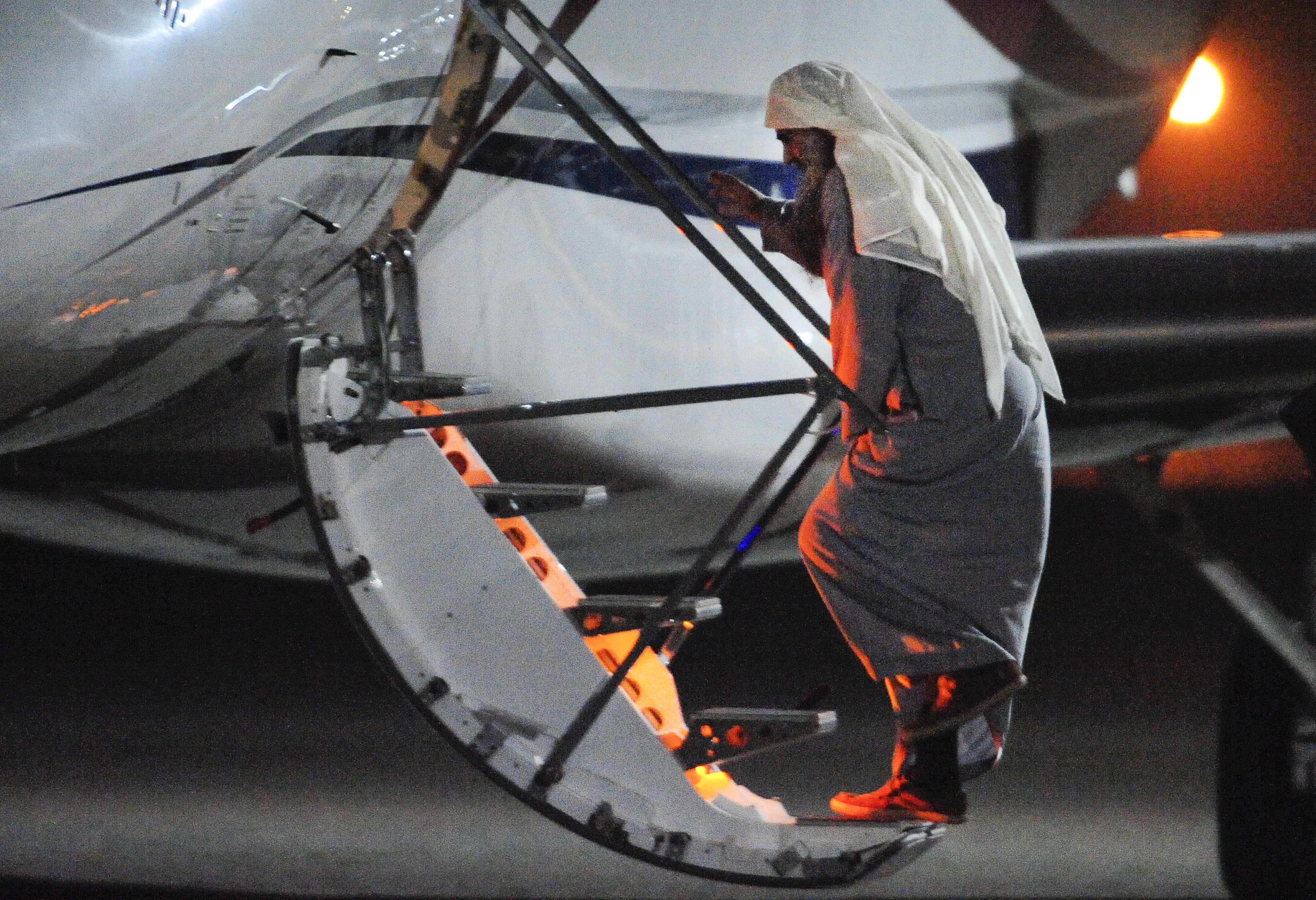
阿布·卡塔達在2013年7月被英國遣返約旦

除了本土的恐怖主義活動，自從伊斯蘭國在中東崛起後，更開始有英國公民受伊斯蘭恐怖主義影響，前赴中東敘利亞等地加入伊期蘭國成為恐怖份子。來自英國的阿拉伯裔英國公民「聖戰約翰」，更加在伊斯蘭國多次將外國記者和人道工作者斬首，而且把片段上載到互聯網站，引起國際間的廣泛關注。有見及此，文翠珊成功於2015年通過《反恐及保安法令》，准許當局把涉嫌在伊斯蘭國從事恐怖主義活動的英國公民加入「禁飛名單」，並且註銷他們的英國護照，禁止他們踏足英國本土。新法例也准許警方阻延正接受調查的人士離開英國本土，防範有人離國後加入伊斯蘭國。
另一方面，文翠珊任內多次運用內政大臣的特別權力，至少褫奪包括希拉勒·阿爾傑達（Hilal Al Jedda）在內33名涉嫌從事恐怖主義活動人士的英國國籍。阿爾傑達在1992年從伊拉克抵達英國尋求政治庇護，2000年歸化成為英國公民，同時喪失伊拉克國籍。2004年，他在伊拉克被美英聯軍拘捕，其後在未經審訊的情況下被拘禁三年。2007年獲釋前夕，他更遭時任內政大臣施卓琪禠奪其英國國籍。阿爾傑達其後就事件提出申訴，其中一項理據是他被禠奪英國國籍後成為無國籍人士，有違《1981年英國國籍法令》的規定。2013年10月，英國最高法院裁定阿爾傑達上訴得值，並指令當局恢復他的英國國籍，但文翠珊卻於同年12月運用特別權力，再度禠奪他的英國國籍，使他成為歷史上罕有地被兩度禠奪國籍的英國公民。為了堵截漏洞，文翠珊隨後於2014年修訂《1981年英國國籍法令》，容許內政大臣在保障公眾利益的前提下禠奪歸化英國公民的英國國籍，而禠奪其英國國籍的時候無需顧及有關人士會否淪為無國籍人士。有輿論批評新修訂只適用於歸化英國公民，為英國公民設下無形的等級之分。
文翠珊任內還成功解決約旦籍伊斯蘭原教旨主義教士阿布·卡塔達的遞解案件。卡塔達2002年因涉嫌觸犯反恐法例在英國被捕，此後歷任內政大臣均嘗試將他遣返，甚至曾經上告至歐洲人權法院，但都未能成功。一直到2013年4月，文翠珊與約旦政府達成協議，保證卡塔達被遣返約旦後將會得到公平審訊，而且不會遭到拷問，文翠珊隨後於同年7月成功將卡塔達遞解出境，遣返約旦。卡塔達事件被文翠珊視為她任內的一大政績，但案件擾攘超過10年，前後訟費花費納稅人自少170萬英鎊公帑。卡塔達返回約旦後，最終於2014年9月被約旦法院判決無罪獲釋。

#### 孌童調查
2012年10月，逝世一年的英國資深音樂節目主持吉米·薩維爾爵士被揭發生前數十年間涉嫌性侵犯多名未成年男女兒童，而英國廣播公司更被指協助隱瞞事件，引起輿論轟動。其後，全國各地陸續有人就榆樹賓館兒童性侵案和羅瑟勒姆性侵案等多宗曾經不了了之的孌童醜聞提出新證據，雖然部份個案已事隔多年，但都受到警方關注，並重新立案調查。當中，萊斯特郡警方在2013年1月展開「琺瑯行動」（"Operation Enamel"），調查20世紀七十至八十年代當地多家兒童院男童涉嫌被工黨上議院議員詹納勳爵（Lord Janner）性侵犯的指控，隨後更於2013年12月和2014年3月先後搜查詹納的寓所和位於西敏的辦公室。2015年6月，皇家檢控署決定正式對詹納提出起訴，但案件在同年8月初步開審後不久，身患痴呆症的詹納於同年12月以87歲高齡病逝，意味當局再無法向他追究刑事責任。
另一方面，薩維爾事件曝光後不久，工黨國會議員湯姆·沃特森在2012年10月向下議院披露，已故保守黨國會議員傑弗里·迪肯斯（Geoffrey Dickens）曾於1984年向時任內政大臣勳爵提交一份「西敏孌童癖人士檔案」（"Westminster paedophile dossier"），當中收錄了八位知名人士的孌童證據和其他爆炸性資料，但檔案提交布烈坦以後就下落不明，要求當局交代。雖然布烈坦其後辯稱當年已把檔案交付有關當局跟進，又得到內政部確認他沒有違反任何守則，但內政部在2013年8月發表的內部調查報告，卻未能找到檔案的下落。此外，有關的內部調查還盤點了內政部1979年至1999年間所有關於孌童案件的檔案，結果顯示內政部保存了527份潛在相關的檔案，但另有114份檔案不知所終。
隨著多宗封塵多年的孌童醜聞接二連三曝光，引起輿論質疑政府當局一直以來隱瞞甚至包庇性侵犯兒童的社會名人，使文翠珊不得不承認孌童問題比想像中嚴重，且於2014年7月宣佈設立一個獨立的調查委員會，負責調查公營機構和其他團體處理兒童遭受性侵犯個案的手法是否恰當；另外還責成內政部檢討部門處理陳年孌童案件、以及警方和檢控當局處理相關證據的手法。不過，獨立調查委員會的運作並不順利，獲文翠珊委任為委員會主席的退休法官巴特勒-斯洛斯女男爵是已故大法官哈弗斯勳爵的胞妹，而哈弗斯在1984年的時候正擔任檢察總長一職，與布烈坦共事，結果巴特勒-斯洛斯上任不足一周便受壓辭職。接替巴特勒-斯洛斯擔任委員會主席的時任倫敦市市長吳斐娜在9月上任後不久，承認自己與布烈坦住在同一個街區，而且在2008年至2012年間曾經五度與布烈坦及其家人吃晚飯，最終也被迫於10月辭職。一直到2015年2月，文翠珊委任紐西蘭法官洛厄爾·戈達德女爵士接任主席，並同時向委員會賦予法定調查權力，容許委員會傳召證人作供，而有關工作直到文翠珊卸任內政大臣的時候仍在進行當中。
與此同時，警察首長協會（2015年改組為全國警察首長理事會）在2014年中展開「水龍頭行動」（"Operation Hydrant"），負責協調各地警方調查的多宗陳年孌童案件，這些案件包括威爾特郡警方對已故前首相希思爵士和大曼徹斯特警方對已故自由民主黨政治家西里爾·史密斯爵士就孌童指控進行的調查等。此外，「水龍頭行動」也涵蓋了倫敦警務處針對包括榆樹賓館兒童性侵案在內的多項調查工作，而倫敦警方其後於2014年11根據新線索展開「密德蘭行動」（"Operation Midland"），鎖定一批涉嫌多年前在榆樹賓館、倫敦市中心大型高級公寓海豚廣場或其他方性侵犯和殺害兒童的知名人士，對他們採取高調的調查行動。這批人士除了包括曾處理「西敏孌童癖人士檔案」的布烈坦，還有退休陸軍元帥彭英武勳爵和1987年因一宗同性戀性醜聞退出政壇的前保守黨國會議員哈維·普羅克特（Harvey Proctor）等人，而布烈坦被調查期間更於2015年1月因癌症病逝。然而，鑑於證據不足，倫敦警方於2016年3月宣佈終止「密德蘭行動」，事後普羅克特批評當局「捕風捉影」和聽信沒有事實根據的指控，要求文翠珊負最終責任引咎辭職。

#### 平等事務
除了內政大臣一職，文翠珊還在2010年至2012年間兼任婦女及平等部長。，任內最主要的工作是推動《2010年平等法令》。《平等法令》由前工黨政府於2010年4月制訂成為英格蘭及威爾斯的法例，文翠珊原本是反對法令的，但她在同年5月上任婦女及平等部長後，卻於7月表態改為支持法令，並促成法令於同年10月生效。根據法令，僱主要為公司進行性別薪酬調查，以確保員工薪酬不會因性別而出現同工不同酬的情況。然而，文翠珊以「不可行」為理由，廢除了法令中其一條被稱為「法例」的條款，該條款規定公營機構就開支和提供的服務作決策時，需要同時考慮如何達致減低社會和經濟上的不平等。
文翠珊雖然曾經投票支持引入民事結合制度，但她曾於1998年投票反對降低同性最低合法性交年齡，以及於2002年投票反對擴充同性戀者的領養權利，這些過往的投票取態使她上任婦女及平等部長的時候，曾遭到一些LGBT團體的反對。不過，文翠珊上任後接受英國廣播公司訪問，表示已經對同性戀者領養的看法「改觀」。2010年6月，她還撰文表態支持一些改善LGBT權益的措施，當中包括消除體育界的恐同情況，以及提倡英國社會有需要作出「文化改變」等。

### 英國首相（2016年－2019年）

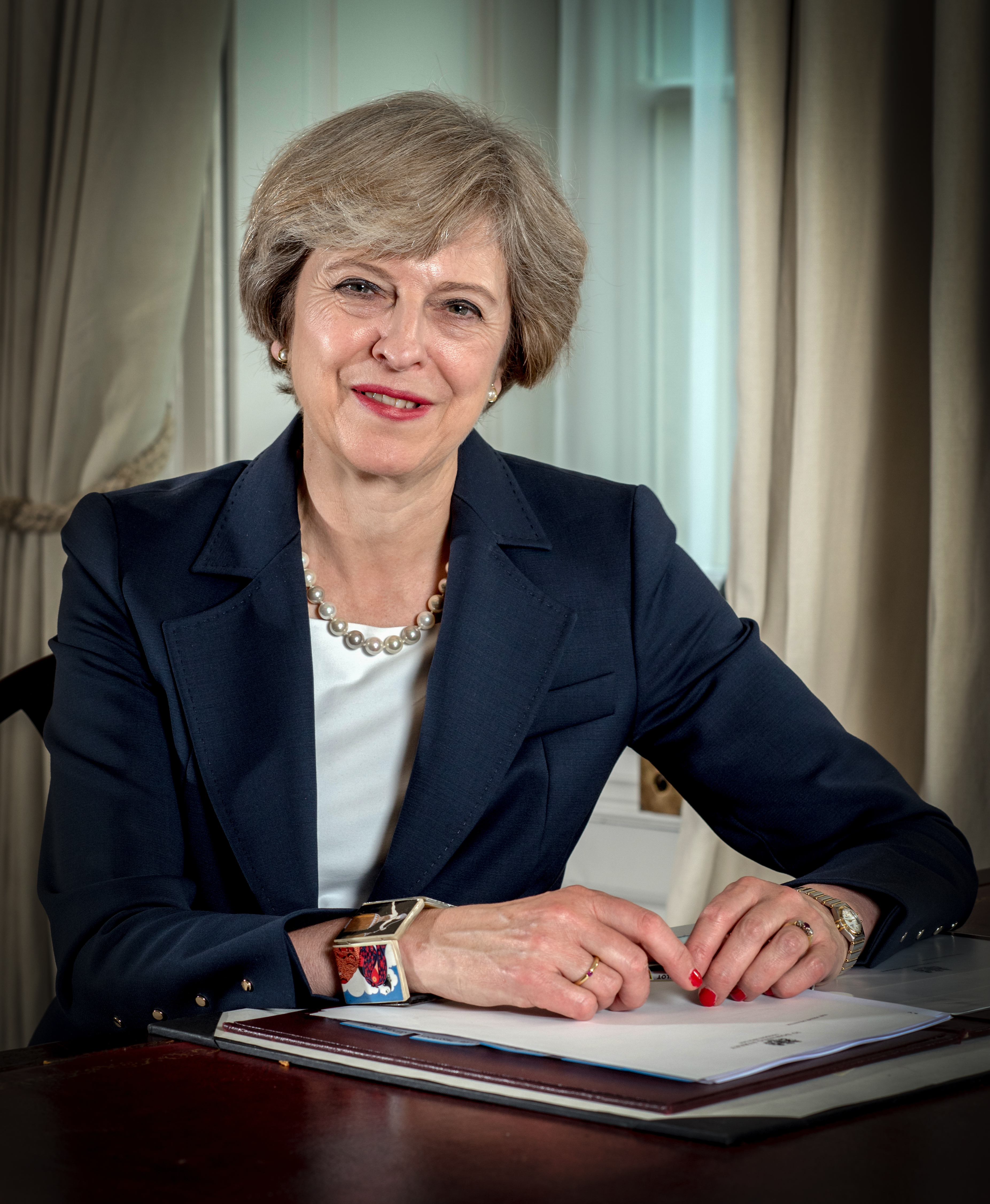
文翠珊就任首相時之官方肖像（2016年）

#### 拜相背景及經過
2016年6月23日，屬於留歐派的英國首相大衛·卡麥隆就英國是否留在歐盟展開一場全國性公投，結果支持脫離歐盟的選民在公投中取得過半票數，意味英國將要啟動脫離歐盟的程序。6月24日，卡麥隆宣佈要為公投結果負責，決定同年10月召開保守黨黨大會之前辭任首相和黨魁的職務，保守黨內部隨即就新黨魁的選舉展開準備功夫。政治意識形態上屬於一國保守主義者和自由保守主義者的文翠珊雖然屬於留歐陣營，但在公投期間沒有高調支持留歐，這使她得以代表黨內的留歐派在6月30日表態競逐黨魁一位。除她以外，其他表態參與競逐的人選還包括屬於脫歐陣營的高文浩、利雅華和霍理林，以及支持留歐的郝智恆，當中戈夫更是脫歐派的代表人物。
首輪黨魁選舉在7月5日舉行，由保守黨籍下議院議員投選他們心儀的黨魁人選，結果文翠珊奪得165票，佔過半數支持，與得票排第二和第三的李德森和戈夫一同晉級；相反，得票最少的佛克斯被淘汰出局，而得票第二少的克拉布隨後也宣佈退選。7月7日，保守黨籍下議員進入第二輪投票，這次文翠珊更取得199票，而李德森和戈夫分別只有84票和46票，結果戈夫被淘汰出局，黨魁一位成為文翠珊和李德森的兩人之爭。保守黨原本要舉行第三輪投票，由全國黨員選出新黨魁；可是，《泰晤士報》於7月9日刊出一篇李德森的專訪，李德森稱自己身為人母，相較膝下猶虛的文翠珊更有能力治理國家。報導刊出後，被指失言的李德森在7月11日以自己支持度不足為理由宣佈退選，意味文翠珊篤定成為新任保守黨黨魁和英國首相。

#### 首相生涯概览
7月13日，文翠珊前往白金漢宮覲見英女皇伊利沙伯二世，正式獲任命接替大衛·卡麥隆出任英國首相，並於同日遷入唐寧街10號首相府，成為繼戴卓爾夫人以後，英國歷史上第二位擔任首相的女性。她獲女皇任命後發表首篇演說，強調要維持國家統一，並承諾以民為本，不會為「少數權貴利益」服務，使英國在脫歐的路程上繼續成為一個「勇敢、嶄新和積極」的國家。文翠珊隨後公佈的內閣名單中，財政大臣和外交大臣兩個內閣要職分別由夏文達和脫歐派領袖鮑里斯·約翰遜擔任，內政大臣則由盧綺婷出任，四個內閣重臣首次由男女各佔一半，而大法官由卓慧思出任，更是該職位創立過千年來首位女性。
起初文翠珊稱自己無意提前舉行大選。但在2017年，她為鞏固自己地位，令脫歐進程更加順暢而提前大選。她更以「強而穩定的領導」作為競選口號。然而事與願違的是，保守黨在6月舉行的大選後失去多數黨地位，她最終以額外撥款10億英鎊援助北愛爾蘭以換取北愛民主統一黨信任供給，才能在懸峙國會的情況下保住相位。文翠珊在黨內外地位因而受鋤，也無形中削弱她與歐盟談判的權力。

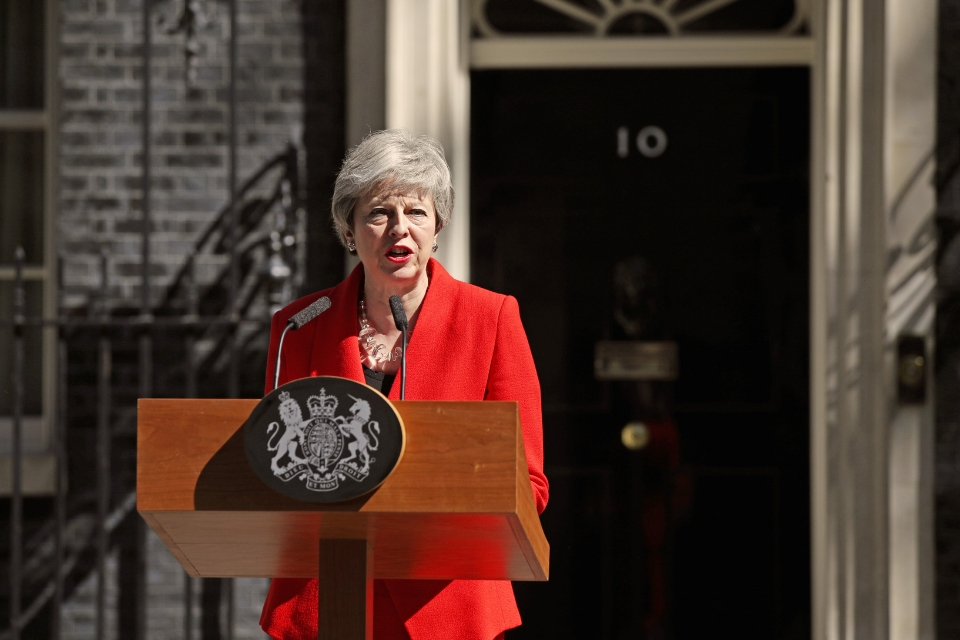
2019年5月24日，文翠珊於唐寧街10號官邸外宣布辭任保守黨黨魁

文翠珊的脫歐方案被強硬脫歐派指向歐盟讓步太多，引發鮑里斯·約翰遜等不少閣員辭職。之後更有一班後坐議員向她發起黨內不信任投票。投票於2018年12月12日舉行，而文翠珊以200票對117票勝出。由於保守黨規定黨魁不能於一年內再度被挑戰，她得以暫時保住首相之位。
黨內未能對英國脫歐事宜達成任何共識，有3名議員退黨，她任首相三年內收到的辭職比擔任首相超過十年的戴卓爾夫人和貝理雅更多。而她的脫歐方案遭下議院三度否決，其中一次更破了下議院支持和反對票的比例，但議會卻未能通過任何替代方案，令政局陷入泥沼，她因此被迫兩度延遲脫歐。文翠珊在2019年5月打算第四次向國會提交脫歐方案更引來甚大爭議，成為她下臺的催化劑。此外，而保守黨在同月舉行歐洲議會選舉中表現不佳也有份令越來越多黨內議員反對她的領導。故她在壓力下，於同月24日宣佈將於下月7日辭任保守黨黨魁，她更不禁哽咽收場
......故我將在6月7日辭去保守黨黨魁一職，讓黨內可以選出繼任（黨魁兼首相）者......我很快就會離任這個讓我一生引以為傲的職位—第二位女首相，但肯定不會是最後一位。我所做的一切並沒有惡意，而是懷著巨大和持久的感激之情，藉此機會，為我所熱愛的國家服務。
她如期辭去黨魁，並因此觸發需時一個月的黨魁選舉。按照英國憲政慣例，她繼續如常履行首相職權，惟「看守」期間不再推出爭議大的議案或政策。選舉期間當被問及投票予哪位候選人，她回道：「與你無關」。直至鮑里斯·約翰遜於同年7月23日當選新黨魁後，她才於翌日下午正式向女王辭相，再隨即由女王正式任命約翰遜為新閣揆而卸任首相。

#### 脫歐事務
文翠珊上任首相後的其中一項首要任務，是要處理好英國脫離歐盟的工作，當中北愛爾蘭邊界問題最為棘手，其次則是直布羅陀問題。上任後不久，她於2016年7月旋風式訪問德國、法國、意大利、斯洛伐克和波蘭幾個歐盟成員國，除了拜會各國領導人，又強調英國將來即使脫離歐盟，仍會十分重視與歐盟的關係。此外，她還在同月先後到訪蘇格蘭、威爾斯和北愛爾蘭，向三個地方政府首長重申英國在脫歐談判中將盡力維護有關地方的利益。根據規定，英國如要啟動脫歐程序，就必須援引《里斯本條約》第50條展開為期兩年的脫歐談判。不過，鑑於脫歐牽涉很多複雜議題，而且需要時間制定脫歐方案，因此文翠珊上任之初表示不會急於在2016年內啟動脫歐程序。2016年8月底，文翠珊在首相鄉郊別墅契克斯召開內閣會議，表明英國不會尋求重新加入歐盟，也不會就脫歐舉行二次公投；首相府其後表示，英國國會議員可討論脫歐事務，但政府沒有法律責任就啟動脫歐諮詢國會。有分析認為文翠珊繞過國會直接啟動脫歐程序，是要避免遭到國會阻撓和增添變數。
2016年10月2日，文翠珊在伯明翰出席保守黨黨大會前接受英國廣播公司專訪，首度確認英國將於2017年3月底前啟動脫歐程序，意味英國最快會於2019年夏季前落實脫歐。消息傳出後觸發匯市波動，英鎊兌美元匯率於10月7日清晨更一度跌穿每1英鎊兌1.20美元的心理關口，最低跌至1.18美元，是超過31年以來的最低水平，也是英鎊匯價自脫歐公投通過以來錄得最大的跌幅。
2017年3月28日，文翠珊在首相府簽署六頁長的通知信知會歐盟，英國決定按照《里斯本條約》第50條啟動脫歐程序。翌日，該通知信由英國駐歐盟大使巴羅親手交予歐盟理事會主席圖斯克。2018年11月13日，雙方達成協議，將脫歐日期定於2019年3月29日，並設過渡期至2020年末。
2018年12月4日，下議院表決通過，認為文翠珊領導的政府在脫歐協議的法律意見問題上有藐視國會，因此要求政府即時全面公開有關資料，亦是英國史上首次有內閣被裁定藐視國會。
因黨內硬脫歐派反對文翠珊的軟脫歐方案，加上北愛民主統一黨反對她對北愛邊界的處理方式，她的方案先後於2019年1月15日和3月12日被下議院分別以230和149票之差被否決，故她被迫向歐盟提出延遲脫歐限期至同年6月30日。
文翠珊始終堅持英國應在有協議情況脫歐，而她的方案是唯一可行的。然而國會完全未能達成任何共識去支持她的方案，故方案於3月29日再度以59票之差被否決。4月11日，歐盟各國領袖同意將脫歐限期再度延長至10月31日。

#### 對外關係

##### 對俄羅斯

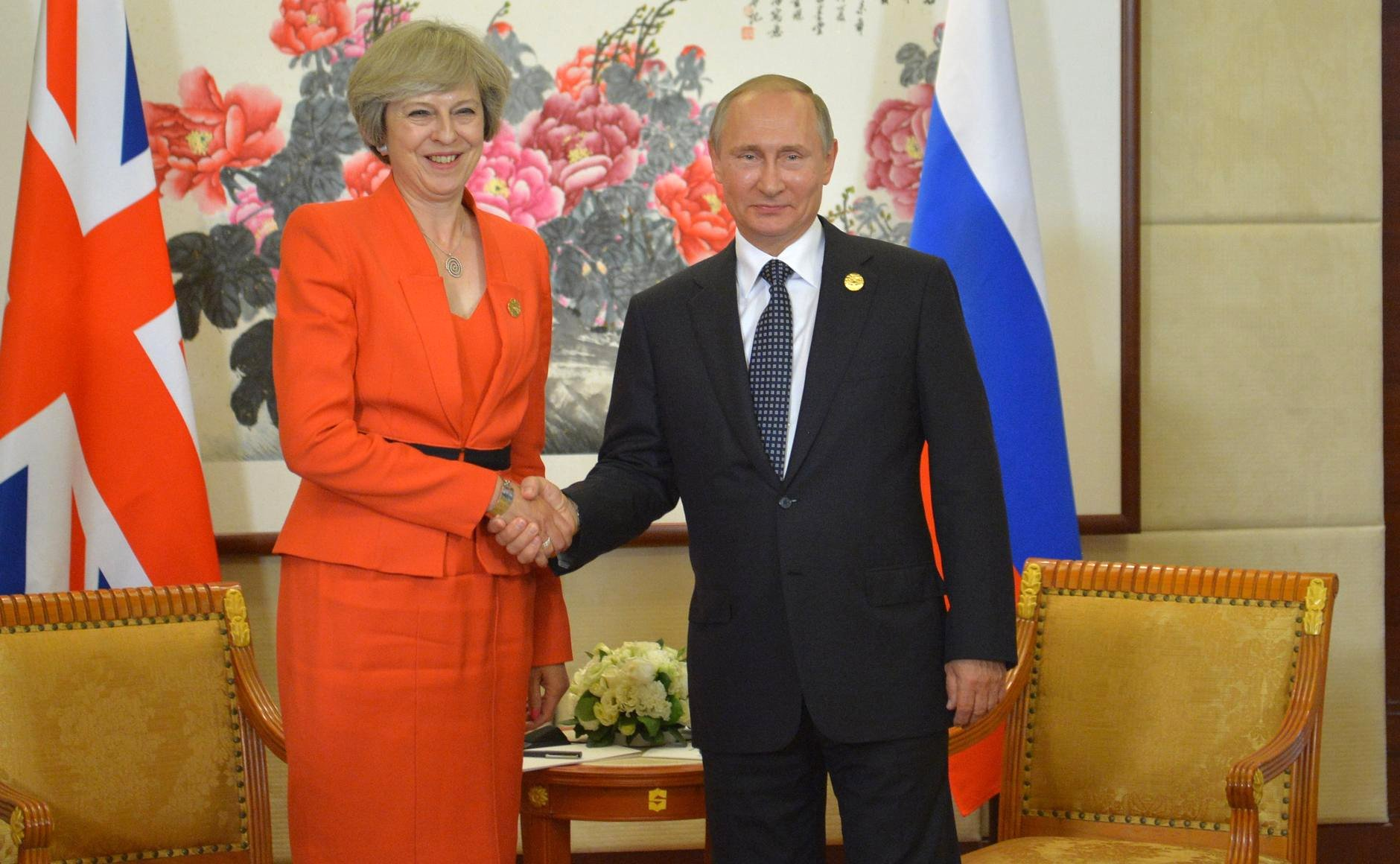
文翠珊在二十國集團杭州峰會上會見俄羅斯總統弗拉基米爾·普京

文翠珊上任後，英俄關係跌至谷底。她指俄羅斯「威脅國際秩序」、「將資訊武器化」和「安排國營媒體制造假故事」。在英國前俄羅斯間諜毒殺案發生後，2018年3月12日，梅伊确定袭击中使用的神经毒剂是俄制诺维乔克毒剂，要求俄方解释。她又在3月14日宣布驱逐23名俄国外交官，这是英国近30年来驱逐外交使节最多的一次。

##### 對中國大陸
文翠珊就任首相後，以強硬姿態在2016年7月底突然暫停英國、法國和中國大陸在英格蘭西南部森麻實郡海濱合資興建欣克利角C核電站的計劃，使原訂即將舉行的簽約儀式推遲到同年秋季再作定奪。欣克利角C核電站是英國20多年來首個核電站項目，涉及180億英鎊投資，並由法國電力集團主導，而中國廣核集團也佔有項目33.5%的股份和負責投資其中60億英鎊，是中國大陸首次在已發展國家投資興建的核電廠項目。英國政府經過多年的研究和談判後，起初在2013年10月與法國電力集團就項目達成初步補助協議，其後在2015年10月習近平訪英期間，法國電力集團與中國廣核集團在卡梅倫和習近平見證下簽訂融資協議。根據原來的安排，各方在2016年7月底正式簽約後，興建核電站的合約便告正式落實，並預計最快於2019年動工。
儘管商業能源及工業策略大臣祈國光對外解釋政府押後簽約是要花更多時間審視合約的每一個細節，但有消息傳出背後原因是因為文翠珊擔心中國大陸參與核電項目會對國家安全構成隱患。前商業創新及技能大臣祈維信爵士接受訪問時更憶述，當年核電站計劃尚在籌備階段的時候，文翠珊已對引入中資的概念提出反對，而且對時任首相大衛·卡麥隆和財政大臣歐思邦的親華「狂熱」感到不悅。輿論認為一旦項目出現變數，卡梅倫任內與中國大陸建立所謂的「黃金時代」將會備受考驗。一直到2016年9月5月，文翠珊在中國杭州出席二十國集團領導人峰會後會見習近平，會上她重申中英兩國正處於「黃金時代」，並同意進一步發展兩國的全球戰略性夥伴關係。未幾，英政府與法國電力集團於同月15日達成新協議，批准欣克利角C核電站動工，使事件出現突破性發展。不過，新協議同時規定法國電力集團在施工期間對項目必須維持控制性股東的地位，日後出售控股權的時候，英方也有權作出干預，以確保控股權不會輕易落入第三方手上。同月29日，英、法、中三方代表在倫敦舉行閉門簽約儀式，正式確認有關協議。
2018年1月31日，文翠珊應中華人民共和國國務院總理李克強邀請任內首次正式訪問中國大陸，兩人舉行中英總理年度會晤，簽署多項協定。
儘管五眼聯盟作出警告，文翠珊仍在2019年4月批准華為建造國內5G網絡。但文翠珊隨即指國防大臣韋廉信洩密，將其辭退，惟後者否認指控。

##### 對美國

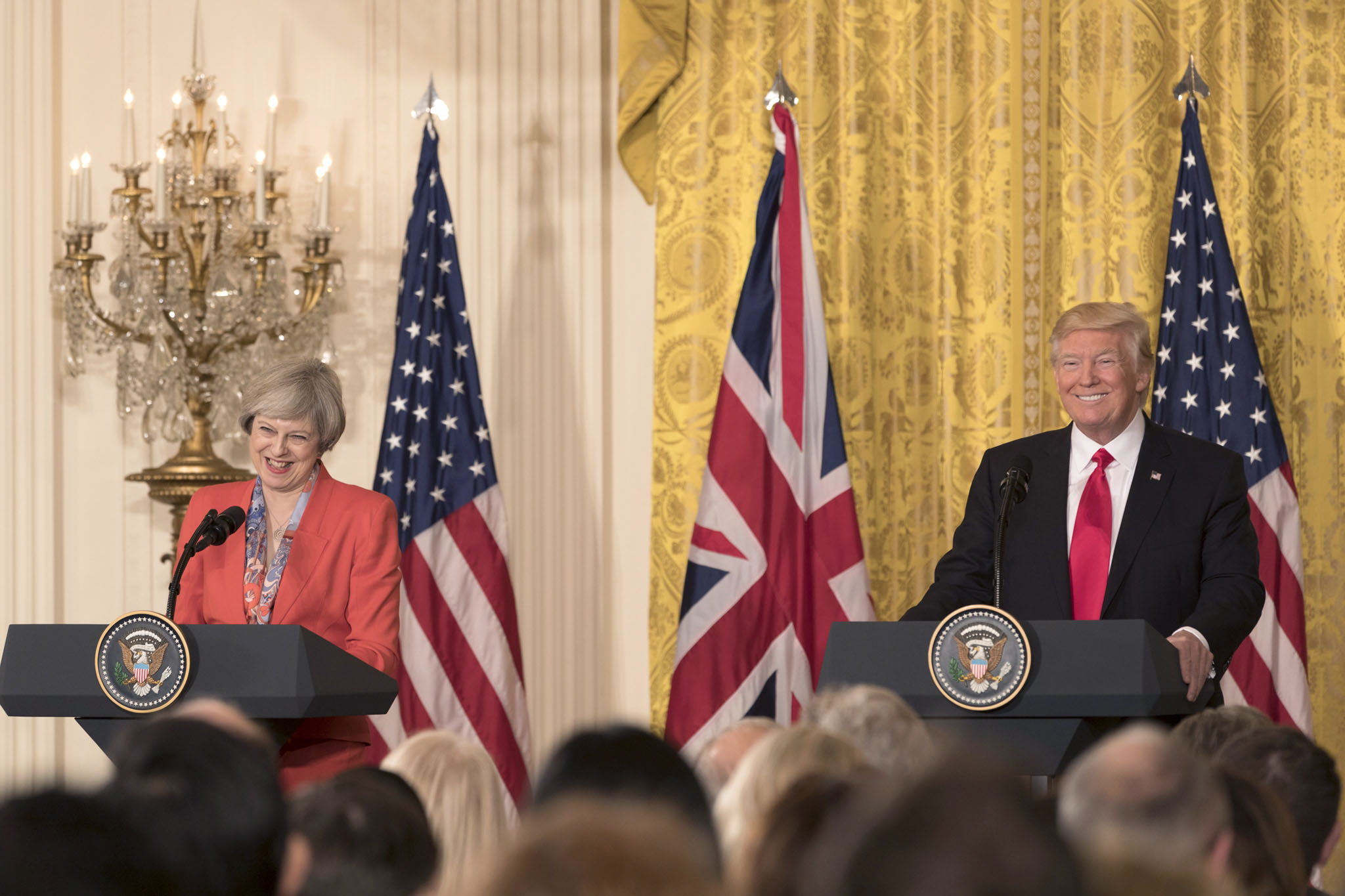
2017年1月，文翠珊與美國總統唐納德·特朗普在白宮召開記者會

文翠珊因未有譴責時任美國總統唐納德·特朗普的第13769號行政命令（俗稱「穆斯林禁令」）和邀請他到英國進行國事訪問而被國內所有主流政黨（包括她自己的）猛烈抨擊。超過180萬人網上連署，指「川普貶蔑女性和庸俗的人格具充分證明，令他沒有獲女王陛下或威爾斯親王接見的資格」。但最終國事訪問仍於2019年6月初進行，文翠珊更安排女王和威爾斯親王等王室成員接見招待川普夫婦，故反對黨領袖郝爾彬抵制了此次訪問。

##### 对东盟
2018年9月27日，文翠珊在第73届联合国大会上会见马来西亚首相马哈迪·莫哈末。在与马哈迪的会面中，文翠珊表达了英国在脱欧后仍希望和东南亚国家联盟保持原有关系的意愿，马哈迪也同意会将文翠珊的意愿转告东盟各国。

#### 環境政策
因應紀錄片《藍色星球2》在2017年播放後所帶來的迴響，文翠珊內閣草擬了推動保護環境的政策。其中於2018年3月，她宣布將參考挪威，制定塑膠回收計劃，以鼓勵國民減少棄置塑膠，緩解全球塑膠污染問題。
在辭任黨魁後，文翠珊於2019年6月12日宣布政府定下目標，淨溫室氣體排放將不遲於2050年降至零。 

### 首相之後
卸任首相後，她退居為後座議員。2024年5月30日，文翠珊宣佈辭去議員職位。

## 個人生活

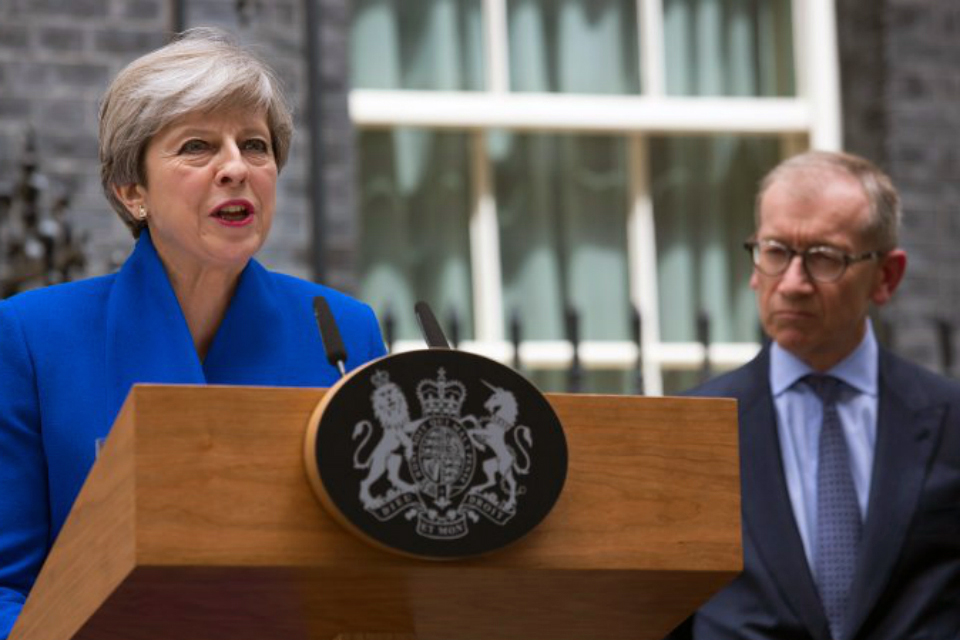
文翠珊與丈夫在大選後見記者

文翠珊1980年9月6日嫁給文菲臘爵士（Sir Philip May，1957年9月18日－）。文菲臘是文翠珊就讀牛津大學時候的同學，經另一位同學貝娜齊爾·布托（即後來的巴基斯坦總理）撮合下結識。文菲臘曾有意從政，在大學的時候於1979年擔任牛津辯論學會主席，但畢業後成為投資銀行家。文翠珊與丈夫沒有子女，兩人信奉基督教，是英國聖公會信徒。他們的私人居所位於伯克郡小鎮桑寧（Sonning），共同興趣是木球；患有一型糖尿病的文翠珊也特別喜愛散步和烹飪，她曾透露自己有超過100本烹飪書籍。此外，文翠珊的衣著品味喜愛走我行我素的風格，例如在保守黨主席任內曾穿著一對豹紋高跟鞋上台發言，成為一時佳話。
她的丈夫在2019年解散榮譽中獲得下級勳位爵士後，她憑夫君獲得梅伊爵士夫人的稱號。

## 榮譽
- 樞密院顧問官（P.C.） （2003年7月15日[32]）

## 頭銜
- ·布拉西耶小姐（1956年－1980年）
- 女士（1980年－1997年）
- ，MP（1997年－2003年）
- 閣下，MP（2003年－2020年）
- 閣下，MP（2020年－2024年）
- 閣下，PC（2024年－）

## 外部連結
- 《大英百科全书》中的条目：文翠珊（英文）
- C-SPAN內的頁面（英文）
- 文翠珊個人暨下議院梅登黑德選區官方網站（页面存档备份，存于）
- 保守黨介紹網頁
- 英國國會介紹網頁（页面存档备份，存于）
- 下議院發言記錄 （页面存档备份，存于）
- 下議院投票記錄 （页面存档备份，存于）
- TheyWorkForYou國會記錄 （页面存档备份，存于）
- 英國廣播公司介紹網頁 （页面存档备份，存于）
- journalisted （页面存档备份，存于）